# Аполодор из Атине
Аполодор из Атине (грч. Ἀπολλόδωρος ὁ Ἀθηναῖος; рођен око 180. п. н. е., умро 110. п. н. е.) је био грчки учењак и математичар, син Асклепијадов. Учитељи су му били Диоген из Вавилона, Панетије Стоик и граматичар Аристарх из Самотраке. Живио је у Александрији све до око 146. п. н. е., када је отишао, побегао или био прогнан, пронашаваши уточиште навероватније у Пергаму пре него што се коначно населио у Атини.
Најпознатији је по делу „Хроника“ (грч. Χρονικά) у коме у комичним стиховима описује грчку историју од тројанског рата до свог доба. Такође је написао књигу „О боговима“ (грч. Περὶ θεῶν) која представља историју грчке религије, као и коментар о Хомеровом „Каталогу бродова“.
Његова села су уживала велики углед у античком свету, због чега су му приписивали многе књиге којима није био аутор. Од свих њих је најпознатија енциклопедија грчке митологије звана „Библиотека“, чији је анонимни аутор познат по имену Псеудо-Аполодор.